# Y型大廈

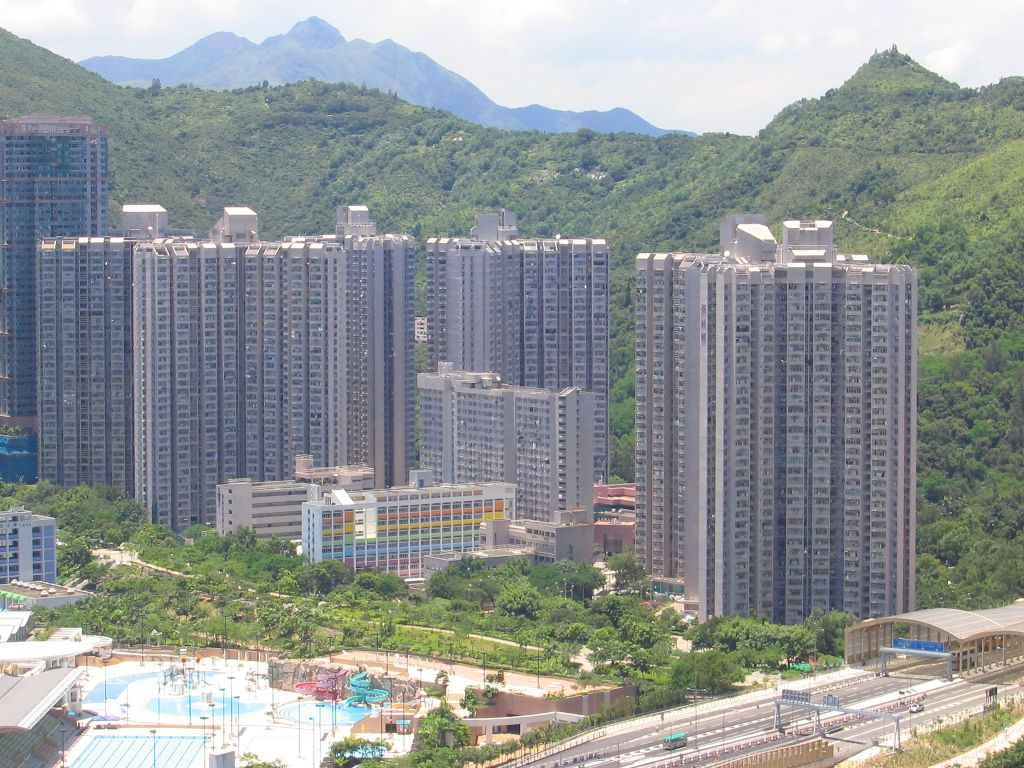
景林邨的Y型大廈佈局，可以見到兼備早期型及後期型Y3型，以及Y4型大廈

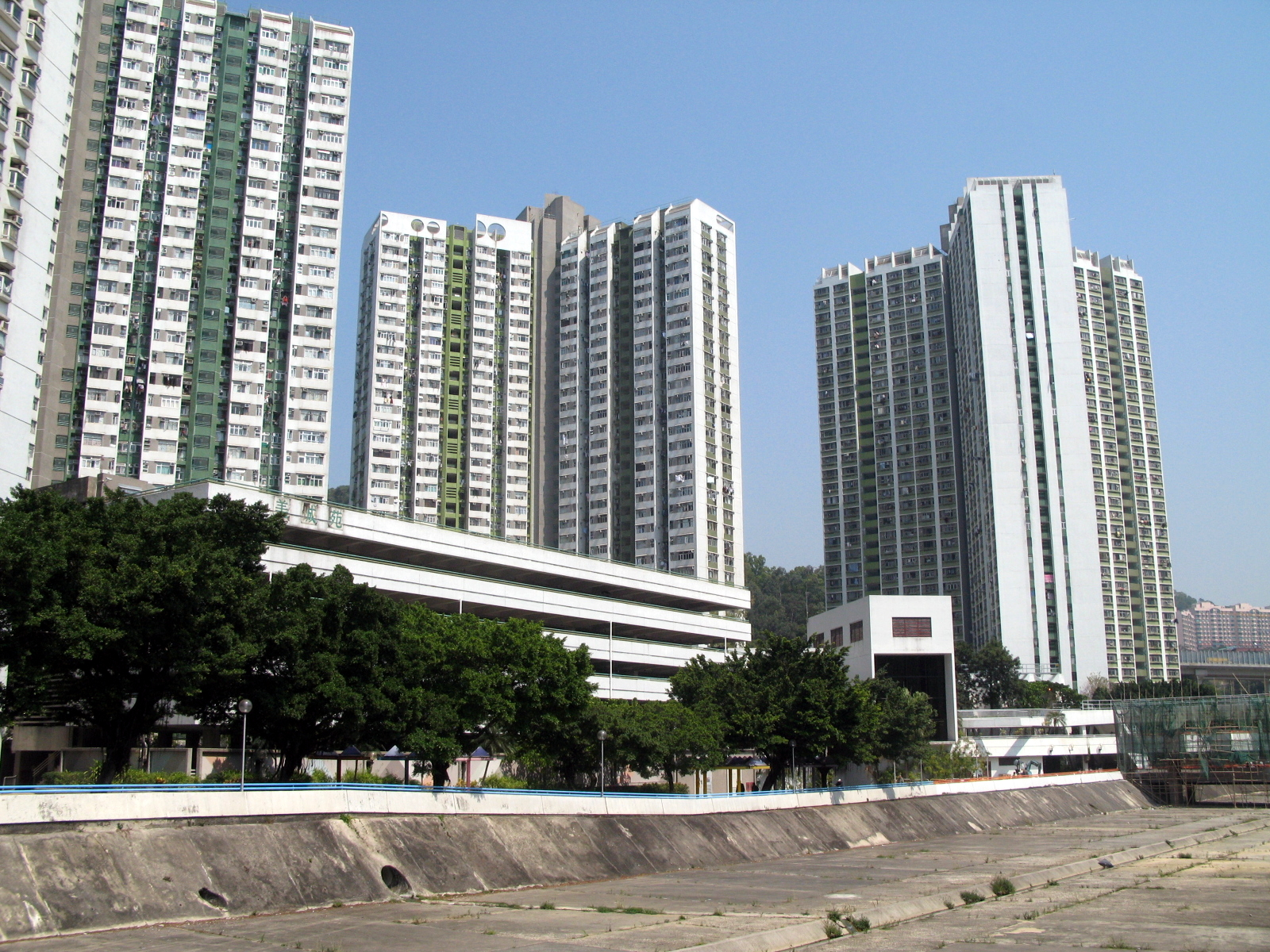
Y1形和Y2形的屋邨設計，左至右：逸盛閣（美城苑）、暉城閣（美城苑）、美槐樓（美林邨）

Y型大廈（簡稱「TR」），舊稱三叉型大廈，是香港公共房屋的一種標準型大廈設計，分為Y1型、Y2型、Y3型及Y4型，於1984年至1992年期間落成的公共屋邨（尤其是納入租者置其屋計劃的公共屋邨，即可拆售公屋）及居者有其屋（居屋）最為常見。

## 介紹
Y型大廈是香港房屋委員會（簡稱「房委會」）成立後首款非長型標準設計的出租公屋／居屋大廈，分別在1981年（Y1及Y2）及1984年（Y3及Y4）發表。顧名思義，Y型樓宇的橫切面呈「Y」字型，三條翼樓自中央電梯大堂放射而出。4款Y型大廈的外觀和每層的單位佈局都有明顯分別。然而Y型樓宇及同期推出的新長型樓宇與傳統長型公屋大廈相比，設計靈活性較低，不能隨意修改樓宇層數，佔地也較廣，所以這兩種樓宇設計經常用於新開拓土地、面積較大及不受高度限制的地盤，亦因此大多數Y型大廈落座於新市鎮，部份位於港島、鴨脷洲島及新九龍的公共屋邨及／或居屋屋苑亦有Y型大廈，但多採用佔地相對小的Y4型設計（當中港島區域並無Y3型大廈；另外，Y1及Y3型大廈並無應用於徙置區重建項目，而Y2型亦僅有一座屬重建項目）。另外，Y1及Y2型大廈經常搭配工字型大廈及舊長型大廈，而Y3及Y4型大廈經常搭配新長型大廈，但也有少數屋邨有例外的搭配。
由於1970至1980年代正值太空科幻主義的興起及流行期，故此不少在該時期建造的公共房屋（連同Y型大廈）都會以富未來感的Eurostile字體，作為停車場、大廈外牆的文字標識系統。初期以中文楷體或宋體配搭，後來改用黑體。
由於1980年代居屋需求殷切，令為數不少Y2型、Y3型及Y4型原出租公屋大廈在居屋供應不足（即每年供應未滿10,000伙）時改裝作居屋出售。直至1998年，房委會推行租者置其屋計劃，讓租戶以合理價錢購買現居單位，而租者置其屋計劃中出售的屋邨皆為1982至1992年或之前落成（東頭邨其中三座，以及翠屏（北）邨翠樟樓除外），所以大部份納入租者置其屋計劃中出售的屋邨，都是由Y型大廈組成的公共屋邨。
另外，全港首座動工興建的Y型大廈是美林邨美槐樓，首座落成的Y型大廈是祥華邨祥德樓，而首座入伙的則是美城苑逸城閣。
Y2型大廈最高的一層原本設有空中花園供住客享用；譬如祥華邨祥德樓35樓就設有一個，為當時香港公共房屋之中最高的花園，花園內除了種植植物外，更設置康樂設施予住戶使用，例如氹氹轉、乒乓球檯等。不過大部份屋邨因保安問題而封閉，最後不作開放而導致花園荒廢；而在後來落成的Y3及Y4型大廈，天台更不再設計空中花園於頂層供住戶使用。
而在屋宇設備標準方面，除李鄭屋邨僅設4台升降機外，每座Y型大廈均設6台升降機，並以每2部升降機為一組。除李鄭屋邨每隔1層設立層站外，其餘每隔3層設立層站；而升降機機房設於上層天台（而緩衝區則設於天台層），使升降機可直接服務最頂層。另外，絕大多數Y型大廈地下，均設有兩個變壓器房，以應付住戶用電量的未來增長（有時其中一個是備用空間，僅充當儲物室/清潔工人休息室之用；而在Y3及Y4型大廈，變壓器房一般設於B翼，僅興田邨因地理限制而設於A或C翼；然而，由於香港電燈的技術規格，並沒有要求變壓器房需採用冗餘設計，故此建於港島的Y4型大廈只設有一個變壓器房，而非九龍及新界的兩個）。而所有輸電管線槽，則置於三翼上樓梯對面的天井。而從1990年中起落成、採用新款設計的Y型大廈，均會增設緊急發電機房。與舊式出租公屋一樣，Y型大廈曾大量採用俗稱「三支香」的插筒式晾衣裝置，後來才改用與和諧式大廈設計相容的不鏽鋼晾衣架。
由於早年曾發生多宗居民從Y3及Y4型大廈天井不慎墮樓意外，房屋署於1993年11月斥資6,000萬港元，將相關大廈的欄杆由1.2米加高至1.5米；此前，Y2型大廈梯間圍欄亦於1991年陸續加高，以防止意外發生。

## 細分

### Y1型
Y1型大廈樓高35層，標準單位設計劃一為編配給2-3人家庭的小型單位，間隔與舊長型23平方米單位相似，但整體單位面積、露台及廁所面積均有加大。基於60至80年代初出租公屋的面積較為細小，小型單位數量已相當多，為加善居住空間，故僅提供小型單位的Y1型大廈全港只興建14幢，亦是唯一沒有改為居屋的Y型型號。
Y1型大廈有兩款單位設計，大部份樓宇為第一款，即露台與廚房結合、露台開口配上了欄柵的設計；而長康邨康順樓、山景邨及利東邨則採用了第二款設計，即不設露台並改用鐵窗。採用第二款設計的Y1型樓宇於1985-1987年間落成。1985年1月落成的美林邨美槐樓是首座同款大廈，富善邨（善群樓、善鄰樓）、長康邨（康祥樓、康順樓）、美林邨也有同款樓宇，利東邨東茂樓和東興樓（1987年6月入伙）是同類樓宇中最後兩座，最多擁有Y1型大廈的屋邨為樂華邨，共建有4座。
Y1型大廈通常每翼12伙，每層36伙，故此一座Y1樓宇一般有1224個單位，但部份Y1型大廈有超過1300個單位，原因是部份單位被一分為二，分配給一人家庭。
升降機大堂面積較大，呈Y字形設計。
儘管如此，部份屋邨的Y1型大廈及單位設計與其他相同款式的大廈有所不同：
- 長康邨同時擁有兩款設計的Y1型樓宇。
- 富善邨的善群樓及善鄰樓21-35樓其每個翼尾端（A翼：5、6室，B翼：15、16室，C翼：25、26室）設有經打通合併的大型單位，因此這些樓層的實際單位數目只有30個。

只有富善邨、山景邨、利東邨的Y1型大廈包括在租者置其屋計劃之內出售，而樂華邨、美林邨及長康邨因時間不合或其他不明原因而悉數繼續出租。

### Y2型
Y2型大廈標準樓高35層，每座標準Y2型大廈設有816個單位分佈於3隻翼之上，而每個標準翼設有8伙，每個標準樓層共24伙。其後大廈設計於1983年加以改良，樓宇的四分之三單位屬中型單位（又稱B型單位），編配給4-6人家庭；只有佔四分一的翼尾單位是供7人或以上家庭的大型單位（又稱C型單位），為房屋署首次引入「一屋多房」設計概念的標準設計大廈。欄柵式窗花全面改為鐵窗設計，窗戶位置配合房間間隔。
升降機大堂與Y1型一樣面積較大，呈Y字形設計。
此類大廈主要集中於1984-1989年間落成。最早落成的一座是粉嶺祥華邨祥德樓，於1984年9月落成，翌年1月入伙，比Y1型更早落成，亦是首批廣義Y型大廈；相比其他較後期落成的Y2型大廈，祥德樓單位內洗手間未設有額外淋浴空間，洗手間面積亦因此較其它Y2型大廈的為小。其他例子還有博康邨博逸樓（1985年落成） , 長康邨康美樓（1986年落成）及翠屏邨翠榕樓（1986年落成 , 亦是九龍唯一一座Y2型） 。另外有三個居屋屋苑建有Y2型大廈，即青衣青盛苑及沙田的美城苑和豐盛苑，只供當期居屋綠表買家選購，是綠表置居計劃概念的最早起源；而最後兩座同類樓宇是元朗朗屏邨畫屏樓和喜屏樓（1989年5月入伙）。此款樓宇的最大特徵為每翼頂層（天台）的外牆都有圓形開口，而擁有最多Y2型大廈屋邨為利東邨，共建有6座。
另外，絕大多數同型大廈翼尾窗戶均採用統一設計，但廣福邨、利東邨、顯徑邨及朗屏邨的部份同款大廈除外：
- 廣福邨兩座Y2型大廈翼尾的兩個窗戶之間距離較大，窗戶面積則維持不變；
- 顯徑邨顯沛樓與顯德樓、以及朗屏邨畫屏樓與喜屏樓，由於兩座樓宇之間的距離太近，故此兩座大廈互相相鄰的翼尾單位的互相對望位置窗戶，改為兩個相連的三角形向外窗台，確保該等單位景觀不受遮擋。外觀方面，顯徑邨彷彿每層單位向外推，後來Y3型大廈採用同類設計；而朗屏邨則彷彿整幅向外推，後來和諧式大廈採用同類設計[12][13]。
- 朗屏邨畫屏樓其中一翼的2至12樓以及玉屏樓其中一翼的2樓，因與朗屏商場的建築相連，故此有關樓層的翼尾不設窗戶[12]。
- 利東邨東安樓及東逸樓的其中一翼部份樓層的翼尾單位，為騰出走廊位置以連接大廈外的行人天橋通道（只設於東安樓5樓及東逸樓7樓，兩者實際上是同一層[14]），故此有關翼尾單位面積比標準的C型單位為少，而有關單位的翼尾窗戶只得一個[15][16]。

除廣福邨以及長康邨因時間不合或其他不明原因而沒有出售外，其他屋邨的Y2型大廈皆已透過租者置其屋計劃出售。

### Y3型
Y3型標準樓高35層，標準設計為每翼8伙，每個標準樓層共24伙，共有約800-1100個單位。Y3型是首款設置冷氣機口的大廈類型，以及首款採用預製組件（從太和邨二、三期開始採用）的標準型出租公屋大廈，為其後出現的和諧式大廈奠定了設計的基礎。Y3型佔地較大，所以較常見於新市鎮，例如馬鞍山、大埔、屯門、天水圍及將軍澳、部份九龍市區新發展區，例如藍田、黃大仙一帶亦興建了不少Y3型大廈（而擁有最多Y3型大廈屋邨為竹園北邨，共8座），以安置舊式徙置大廈居民。
此類多於1987年至1992年期間落成。馬鞍山恆安邨恆山樓、恆峰樓和恆海樓是新界區以至全港首批同類建築，於1987年2月16日入伙；跟較舊式類型出租公屋大廈一樣，恆安邨的Y3型大廈在入伙初期，單位大門設有投信口，直到1990年代中旬由設於地下大堂的信箱取代。在1992年4月天耀邨一期及德田邨（藍田南一期部份）完工後，由於大埔運頭塘邨二期（包括第6座 - 德雅苑）施工進度落後，要到同年12月23日才入伙，因此成為最後一批廣義Y型大廈，較首批和諧式大廈遲一個月落成，亦較屬於最後一份Y型大廈建築合約的天耀邨一期遲半年以上完工。
部份居屋亦擁有Y3型大廈，例如大埔寶雅苑為首個採用此款大廈的屋苑（同時亦是首個採用預製組件的居屋屋苑）、青衣青雅苑及最後一個Y3型居屋屋苑大埔德雅苑等，一般於1989-1992年間由鄰近公共屋邨選出個別座數發售。
此款樓宇最大特徵為每層電梯大堂面積不一，每三層一組由上至下、由小至大排列，呈三角形設計。此外，早期型Y3大廈上層天台升降機房兩側設有大型吊運門，方便安裝及更換升降機機器；在1990年及以後落成的21座後期型Y3大廈，升降機機房兩側改為機房排氣口，而機房吊運門改為設於後方抽風口下方，地下則加設了緊急發電機房，並將走廊及緊急出口設計更改；另外，有13座該等大廈亦另加向A、C兩翼略作延伸、容量達11萬公升的花灑水缸。首座採用後期型設計、並附有延伸水缸的Y3型大廈為景林邨景桃樓，1990年10月入伙；而最後一座採用早期型設計大廈則為鳳德邨碧鳳樓，1991年4月完工（上述兩條屋邨亦是全港僅有兩條兼具兩款設計Y3型大廈的屋邨）。另外，Y3型每翼翼尾單位均具備突出的三角形窗台，絕大部份Y3型大廈翼尾單位的三角形窗台均採用向外開口設計；不過太和邨喜和樓其中一翼翼尾極低層單位因過於貼近太和廣場建築物，以及景林邨景棉樓全部翼尾單位，則採用了同向開口設計。
至於單位方面，每標準翼設8個單位、每個標準樓層24個單位，但部份樓宇（尤其是1988年及以後落成的Y3型大廈，但不包括抽起改作居屋出售樓宇）的A、B及C翼（其中一至三翼）尾端一至兩戶被分間成合共3至6伙一人單位（而該等單位俗稱「劏房」），使一層可以有多於24伙。由1990年起建成的部份Y3型大廈，最低數層單位闢作長者住屋，當中每個單位劏成三個房間，供三名長者同時入住，並共用廚廁（但基於管理方便及「通用設計」的原則，房委會現正將已騰空的相關單位還原為一般單位；若相關「還原單位」位於租置屋邨，新租戶或2021年及以後資助房屋計劃申請人可購入相關單位）。
除長亨邨以及天耀邨因同邨設有和諧式大廈而沒有出售外，其他屋邨的Y3型大廈皆已透過租者置其屋計劃出售；跟Y2型一樣，出售比率較高。另外，4座Y3型大廈不作出售當中，只有1座Y3型大廈是早期型設計，其餘3座Y3型大廈是後期型設計。

### Y4型
Y4型是最後一款Y型大廈，基本上跟Y3型同期興建。單位間隔設計以Y3型作藍本，但佔地較各款Y型大廈為小，故此較適合用於市區佔地較小的地盤，而大、中、小型單位比例亦較其餘3型平均，部份大型單位更可以間三間睡房，適合各類家庭人數的需要，並且較Y3型有更大互換性，方便隨時改作居屋出售。大部份Y4型大廈樓高35層，但有小部份位於市區的Y4大廈只興建了24-34層，以應對當時啟德機場飛機航道而設立的高度限制，即東頭邨、翠灣邨、小西灣邨及李鄭屋邨；當中，東頭邨同款大廈的機房設於頂樓，而水缸高度亦相應降低，以盡取發展潛力。每座單位數量較少，只有約414-850個單位，每翼6至9伙，每層18至25伙不等。而李鄭屋邨的孝廉樓和孝慈樓亦是所有Y型樓宇中層數最少的兩座（只有24層 , 比其他Y4型少11層）。所有Y4型大廈均採用預製組件技術興建。
首批Y4型大廈於1988年初在柴灣翠灣邨落成，同年9月至1989年2月入伙，也是港島區最後一個採用舊式插筒式晾衣裝置的出租公屋；至於首座入伙的則是屯門良景邨良傑樓，稍遲於翠灣邨落成，但於1988年5月入伙。1992年5月最後兩座同類大廈於天水圍天耀邨入伙。其他例子還有深水埗李鄭屋邨孝廉樓（1989年落成）、牛頭角彩霞邨彩日樓（1990年落成）及香港仔華貴邨華孝樓（1990年落成）。此款大廈的特點是其中兩翼夾角處有一橫向翼，為其中兩個大型單位所在，從外面來看此夾角有三面而非兩面。部份Y4型樓宇劃作居屋大廈出售（於1989-1991年間從鄰近公共屋邨抽出出售），包括首個Y4型居屋屋苑沙田廣林苑、大埔頌雅苑及最後一個Y4型居屋屋苑鑽石山鳳鑽苑等。
相比起Y3型，除自1990年中起建成的同款大廈將泵房空間縮小，以容納緊急發電機房外，Y4型大廈機電配置改變不大。而升降機大堂面積較小，呈梯形設計。而其中一組的兩部升降機間隔較遠。
為增加一人單位供應，Y4型亦有進行將翼尾大型單位分拆的「劏房」工程，如翠灣邨翠康樓及翠寧樓、華貴邨華善樓及華賢樓、黃大仙下邨龍豐樓及龍達樓，以及景林邨景楠樓及景榕樓等20座樓宇；部份Y4型翼中的小型單位被分拆為兩個一人單位，以及翼尾的大型單位被分拆為兩個單位，主要集中於峰華邨及景林邨景榕樓。
除了小西灣邨、翠屏南邨、長亨邨、天耀邨的Y4型出租公屋大廈因為同邨內設有和諧式大廈而導致整條屋邨的所有大廈沒有出售之外，其餘大部份Y4型出租公屋大廈均已透過租者置其屋計劃出售，而擁有最多Y4型大廈屋邨為港島南區的華貴邨，華貴邨共有5座樓宇採用Y4型設計。

## Y3及Y4型大廈的劏房
自1985年26座問題公屋醜聞曝光後，加上政府於1987年起，在《長遠房屋策略》下推展「整體重建計劃」及安置臨時房屋區居民，部份臨屋區、徙置屋邨及政府廉租屋需於短期內清拆。為了安置上述屋邨的一至二人住戶，以及小型家庭的住屋需求增加，房委會在1988年起將部份Y3型大廈（尤其是指定安置屋邨）的部份或全部位於翼尾的大型單位（C型單位），分拆為若干個擁有獨立廚廁、面積可低至150平方尺的小單位（俗稱「劏房」），具體改裝方法如下：
1. 將一個標準C型單位分間成三個一人單位（廚房改為一個單位，另起居室及主人房位置各被改為一個單位）；
2. 將一個標準C型單位分間成兩個二人單位（單位在起居室中央一分為二）。

以上形式的「劏房」可按當區房屋需求靈活配合，由最少半翼尾端到全部三翼尾端改裝均可，而且兩邊單位可以有不同的改裝方式。首批設有「劏房」的Y3型大廈為良景邨良偉樓及良俊樓，1988年6月完工；最後一批則為天耀邨耀富樓及耀民樓，以及德田邨德盛樓，1992年4月完工。在此期間，一共有24幢（原訂為25幢，後來鳳德邨硃鳳樓因安置戶反對而未有加建）設劏房的Y3型大廈落成。
此外，其中20幢1989-1992年間完工的Y4型大廈，亦設有類似形式的「劏房」，但改裝方法略有不同：
1. 將大廈的全部三翼翼尾的可間三房單位（D1型單位）的客/飯廳位置分拆為一個小型單位，剩餘部份則成為一個標準規格的翼尾的可間兩房單位（B1型單位）[22][23]；
2. 採用方法1，但只應用於大廈的A及B翼的翼尾D1型單位（東頭邨振東樓及貴東樓專用）；
3. 將大廈的其中一個可間一房單位（A型單位），於單位在起居室中央一分為二，分間成兩個小型單位（峰華邨曉峰樓及秀峰樓專用）[24]；
4. 採用方法1之餘，同時亦於B及C翼的所有A型單位採用方法3（景林邨景榕樓專用）[25]。

上述設有「劏房」的Y3及Y4型大廈，除翠屏南邨、天耀邨及長亨邨外均已按租者置其屋計劃出售。
更特別的是，由1990年尾至1992年落成的Y3及Y4型大廈，每個單位的窗戶下方都會加設一條橫樑，但作用不明；而Y3型大廈的劏房窗戶（即一個二至三人單位的睡房及另一同款單位的廚廁，或可分成三個一人單位的B室）則有四種不同鋪設橫樑的方式：
1. 所有位置不作舖設（包括於1987至1990年中的大廈，以及德田邨德盛樓、景林邨景桃樓等）；
2. 只限窗戶下方舖設（包括天耀邨及運頭塘邨）；
3. 填補窗與窗之間的空隙（包括富亨邨亨耀樓）；及
4. 所有位置都會舖設（包括德田邨德瑞樓、鳳德邨碧鳳樓）。

由於為方便管理，以及遵循「通用設計」原則等原因，房委會陸續將部分已騰空的「劏房」單位還原為一般單位；有關「還原單位」如若是屬於租置屋邨，新租戶或2021年及以後資助房屋計劃申請人可購入這些單位。

## 相片集

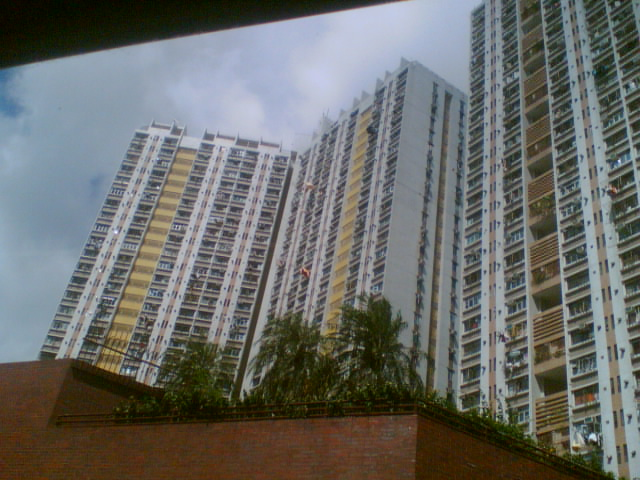
鴨脷洲利東邨東茂樓屬Y1型第二款樓宇，於1987年落成
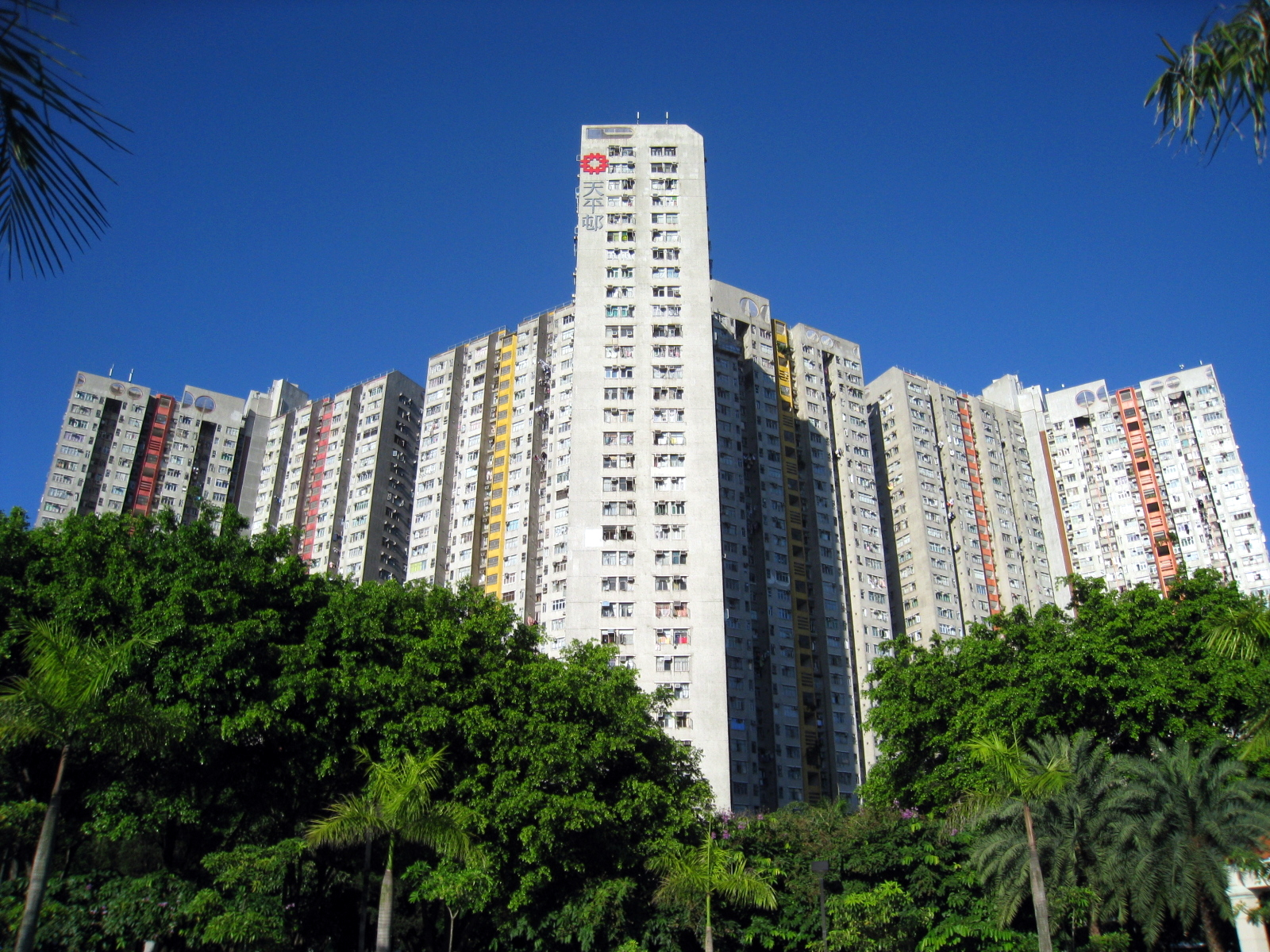
上水天平邨部份樓宇屬Y2型樓宇，於1986年落成
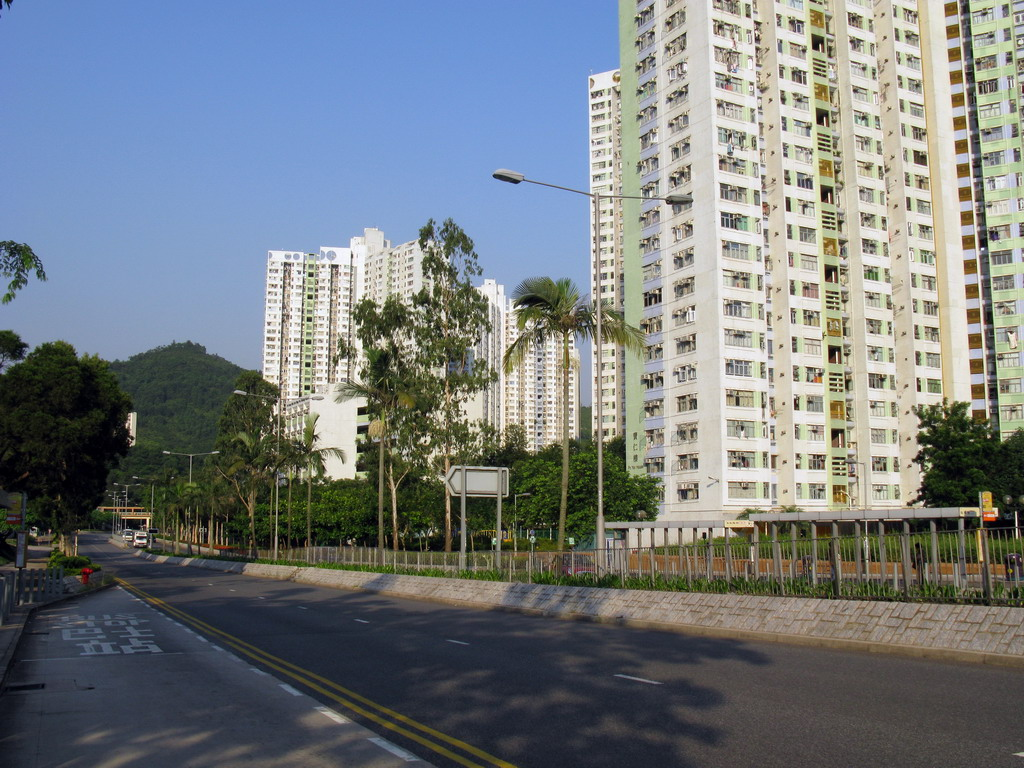
將軍澳寶林邨屬Y2型樓宇，於1988年落成
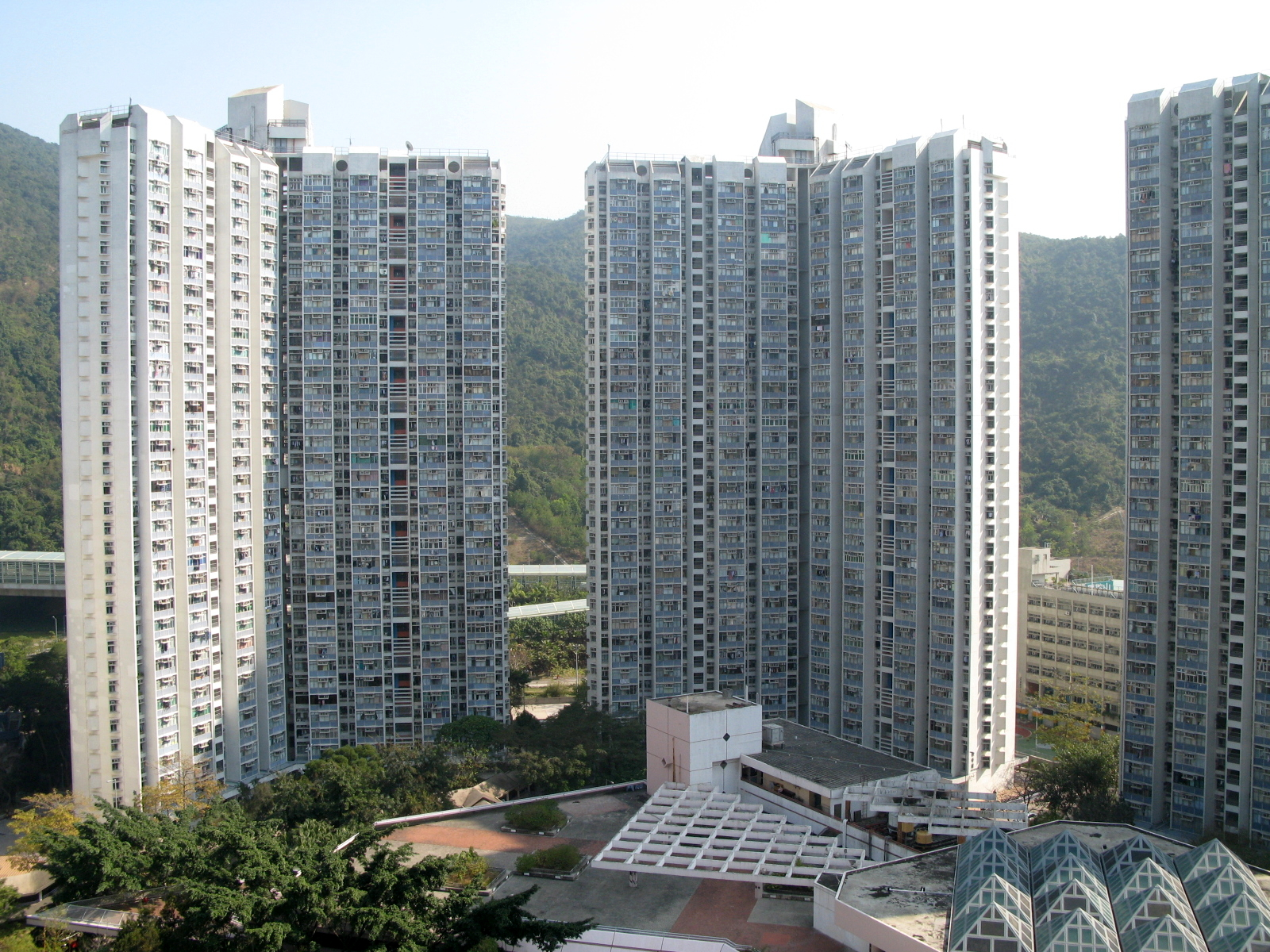
馬鞍山恆安邨屬早期型Y3型樓宇中最早落成的一批，於1987年落成
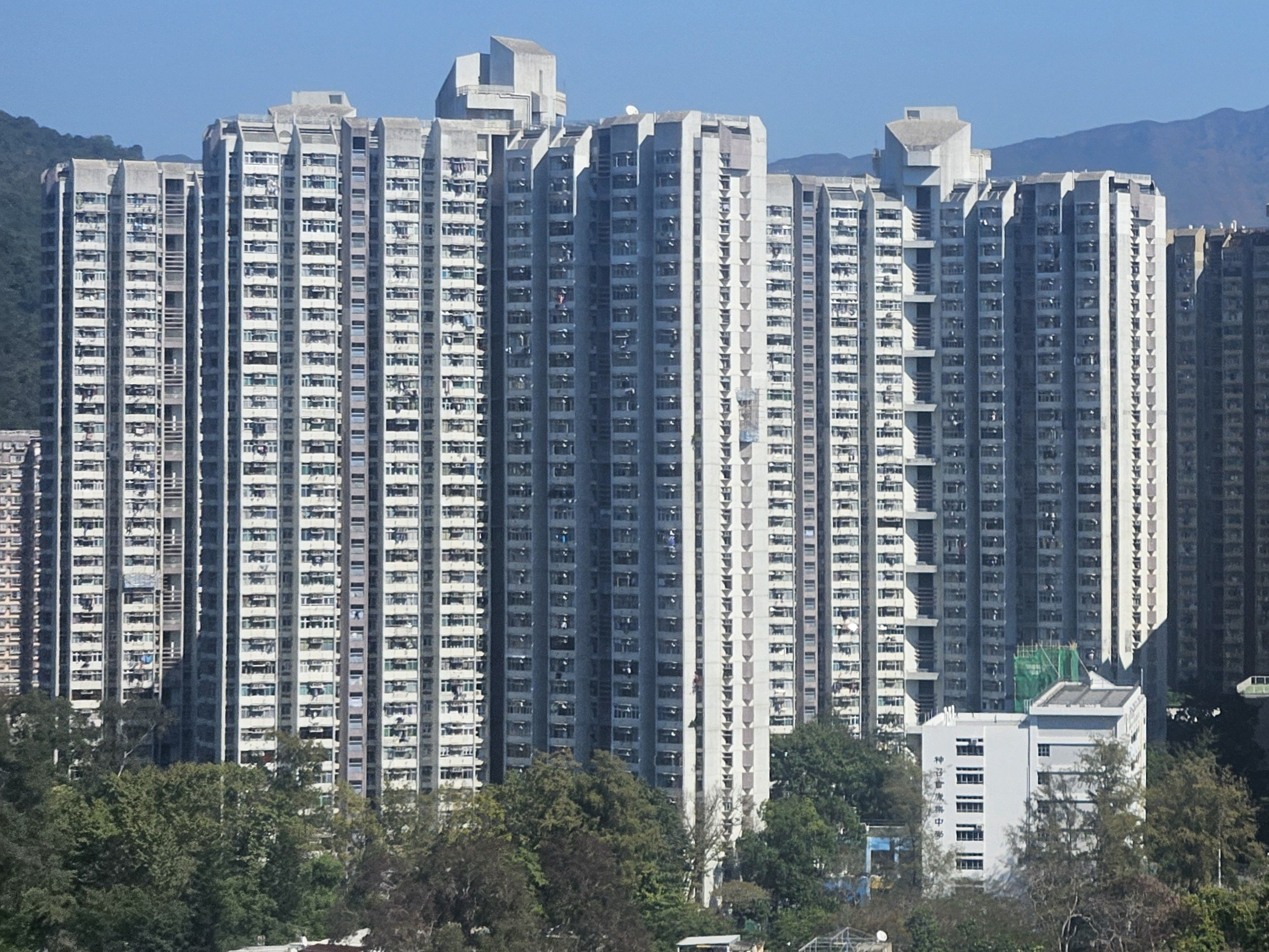
大埔寶雅苑屬早期型Y3型樓宇，於1989年落成
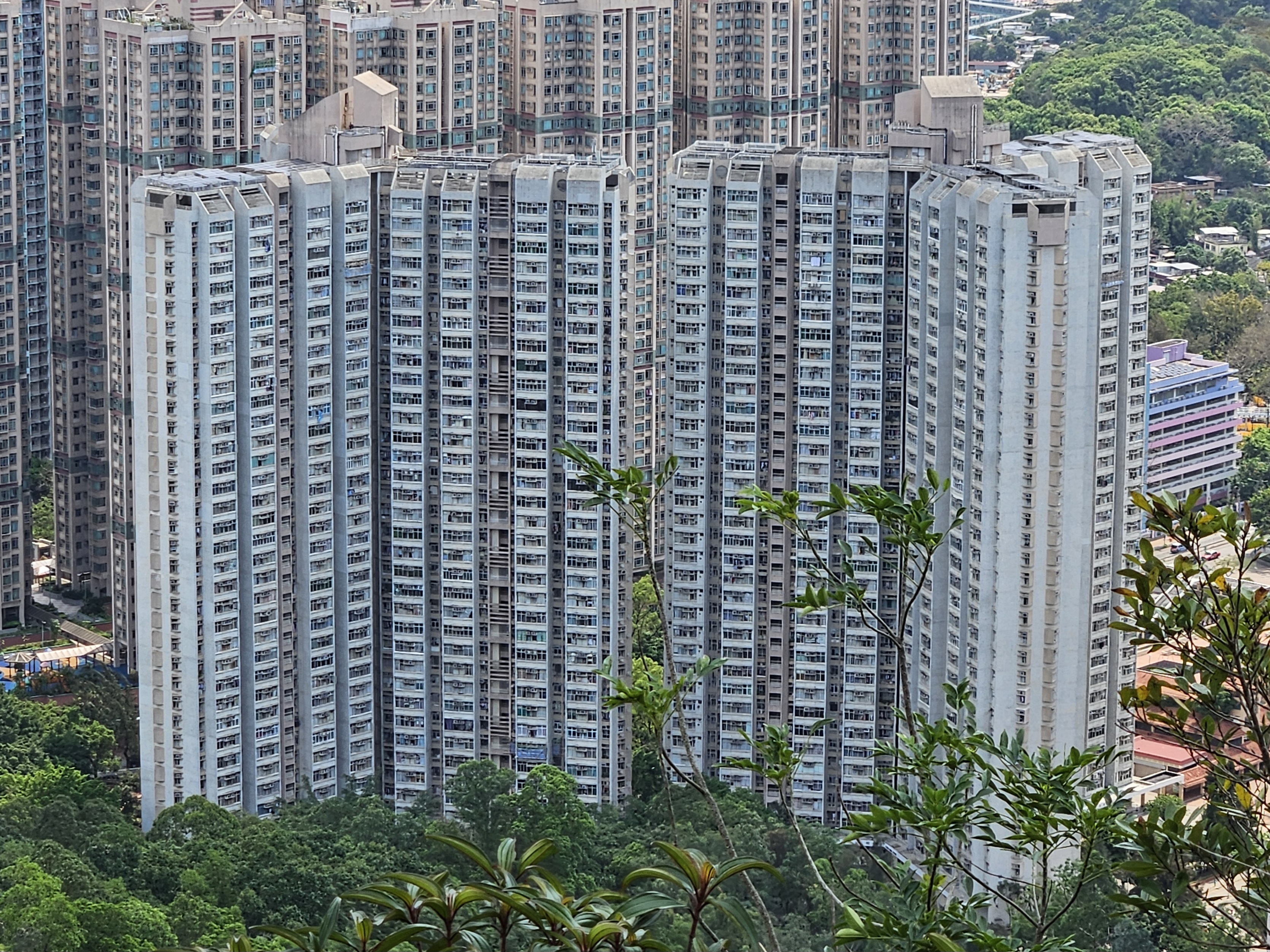
粉嶺華明邨耀明樓與添明樓屬早期型Y3型樓宇，於1990年落成
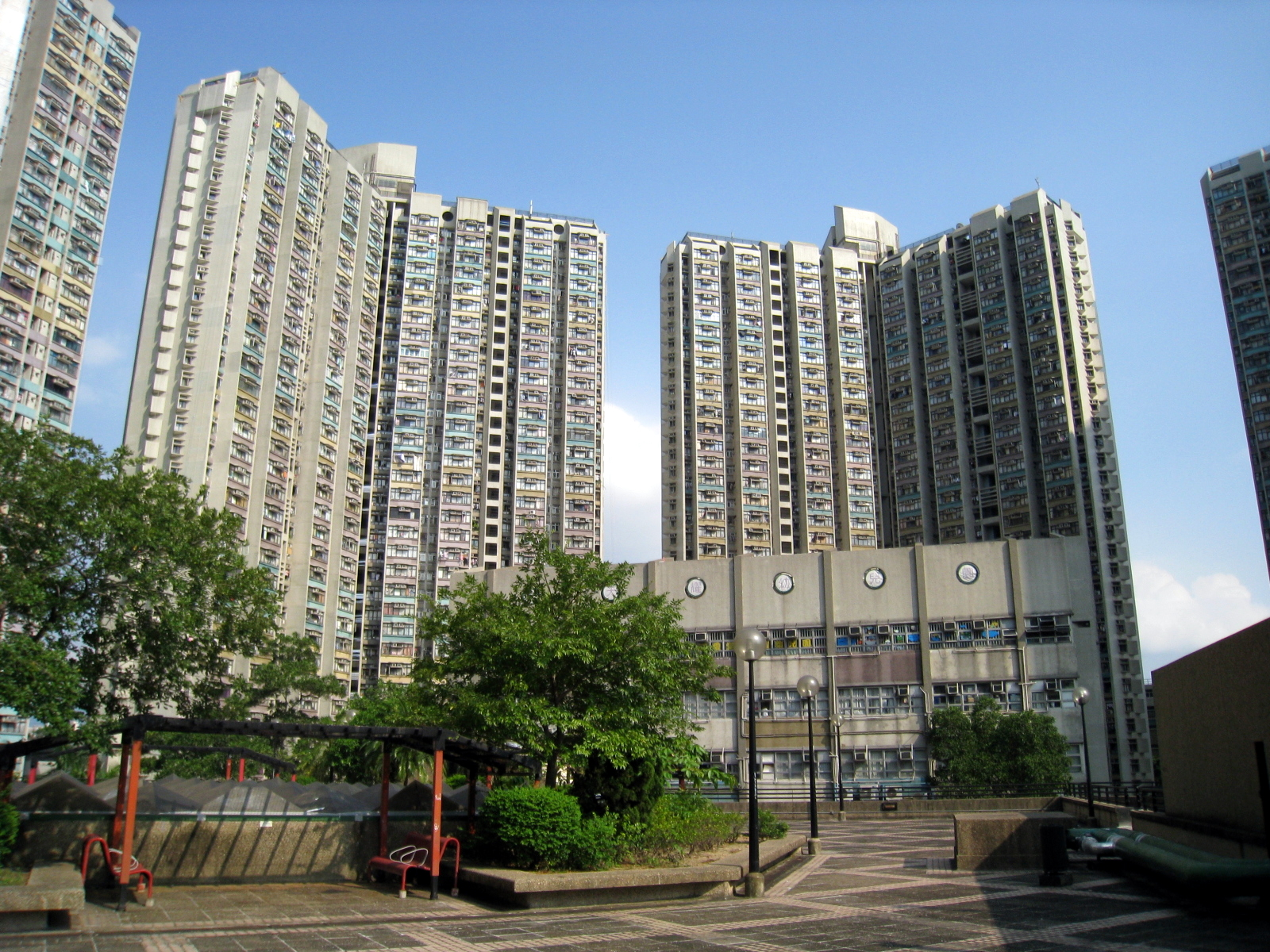
天水圍天耀邨屬後期型Y3型樓宇，於1992年落成，同時為全港最後一批Y3型樓宇
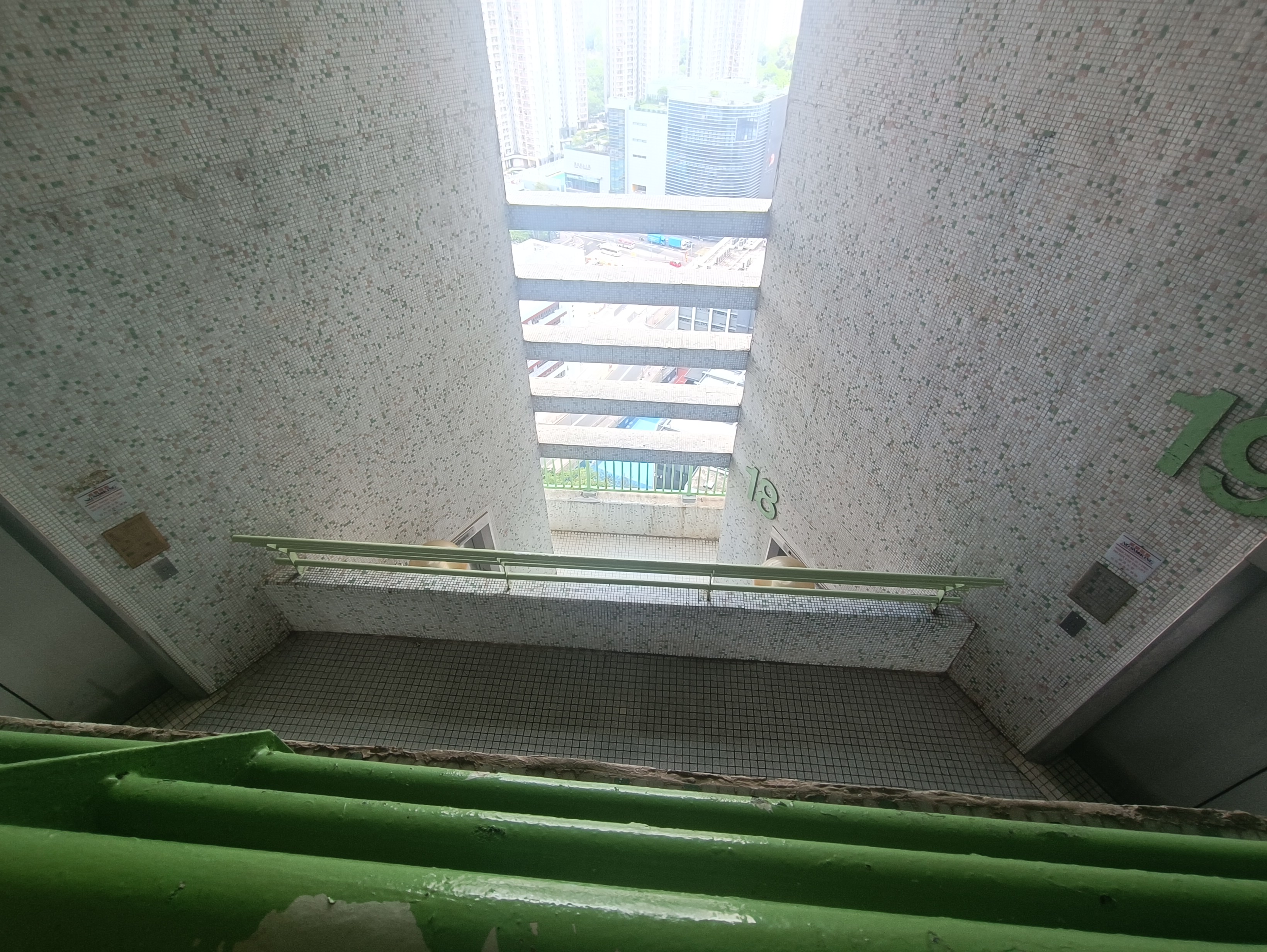
藍田康盈苑升降機大堂。每層大小不一的升降機大堂是Y3型樓宇的特色
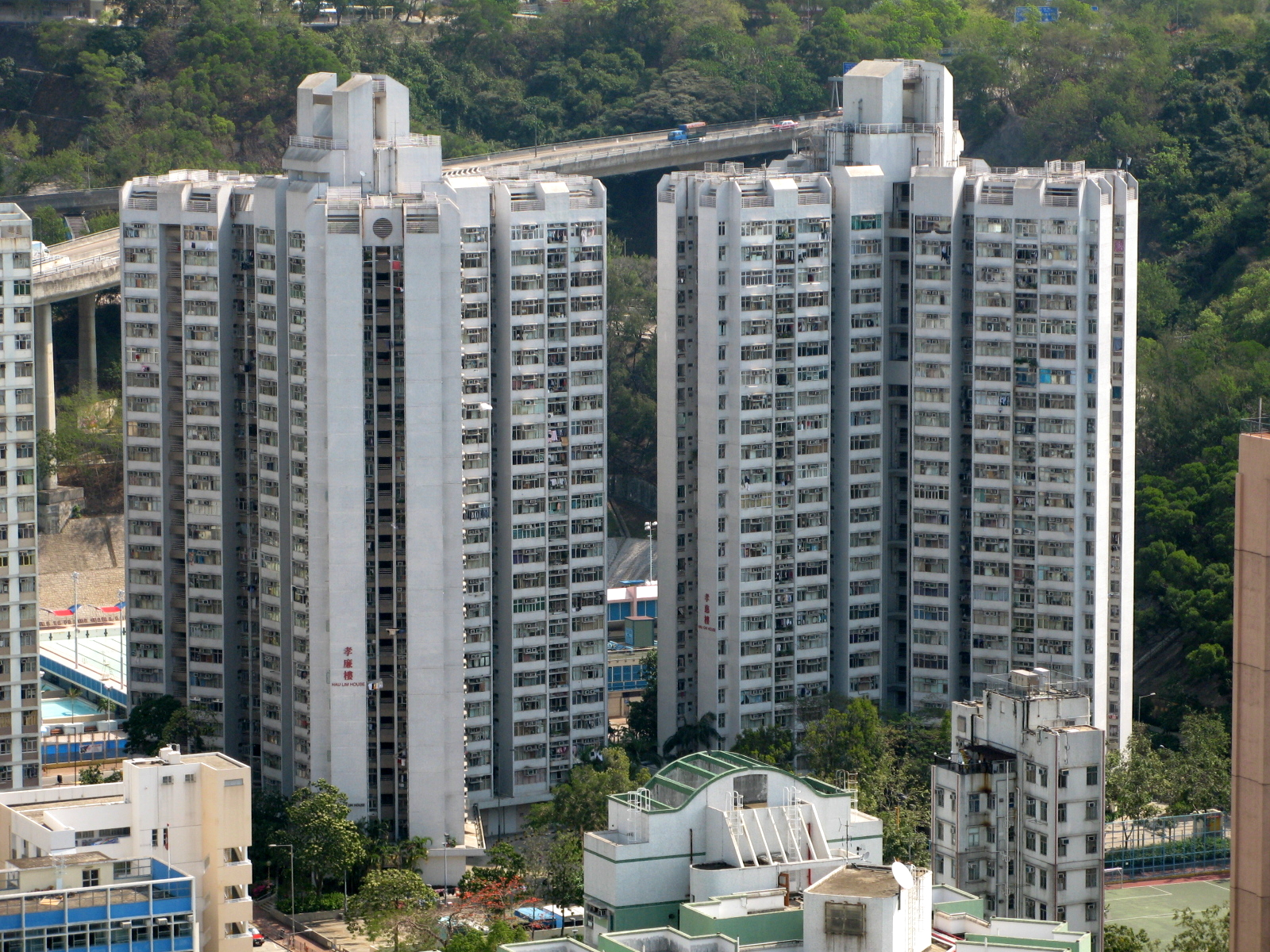
深水埗李鄭屋邨孝廉樓及孝慈樓，屬Y4型樓宇，於1989年落成 , 亦是所有Y型樓宇中層數最少的兩座

## 擁有Y型大廈的公共屋邨、租置屋邨及居屋屋苑
| 所屬地區 | 屋邨/屋苑名稱 | 型號（數量） | 型號（數量） | 型號（數量） | 型號（數量） | 落成年份       |
| -------- | ------------- | ------------ | ------------ | ------------ | ------------ | -------------- |
| 所屬地區 | 屋邨/屋苑名稱 | Y1           | Y2           | Y3           | Y4           | 落成年份       |
| 東區     | 翠灣邨        | -            | -            | -            | 4            | 1988-1989年    |
| 東區     | 小西灣邨      | -            | -            | -            | 4            | 1990年         |
| 東區     | 景翠苑        | -            | -            | -            | 1            | 1991年         |
| 東區     | 峰華邨        | -            | -            | -            | 2            | 1991年         |
| 南區     | 利東邨        | 2            | 6            | -            | -            | 1987年         |
| 南區     | 華貴邨        | -            | -            | -            | 5            | 1990-1991年    |
| 深水埗區 | 李鄭屋邨      | -            | -            | -            | 2            | 1989年         |
| 黃大仙區 | 竹園北邨      | -            | -            | 8            | -            | 1987年，1989年 |
| 黃大仙區 | 鳳德邨        | -            | -            | 4            | 1            | 1991-1992年    |
| 黃大仙區 | 東頭邨        | -            | -            | -            | 2            | 1991年         |
| 黃大仙區 | 黃大仙下邨    | -            | -            | -            | 4            | 1989-1990年    |
| 黃大仙區 | 鳳鑽苑        | -            | -            | -            | 1            | 1991年         |
| 黃大仙區 | 鵬程苑        | -            | -            | 1            | -            | 1991年         |
| 觀塘區   | 樂華邨        | 4            | -            | -            | -            | 1985年         |
| 觀塘區   | 翠屏（北）邨  | -            | 1            | -            | -            | 1986年         |
| 觀塘區   | 翠屏（南）邨  | -            | -            | -            | 2            | 1989-1990年    |
| 觀塘區   | 興田邨        | -            | -            | 3            | -            | 1987-1988年    |
| 觀塘區   | 彩霞邨        | -            | -            | 1            | 2            | 1989-1990年    |
| 觀塘區   | 德田邨        | -            | -            | 3            | 2            | 1991-1992年    |
| 觀塘區   | 康盈苑        | -            | -            | 1            | -            | 1991年         |
| 合計     | 合計          | 6            | 7            | 21           | 32           | ♦              |

| 所屬地區 | 屋邨/屋苑名稱 | 型號（數量） | 型號（數量） | 型號（數量） | 型號（數量） | 落成年份                 |
| -------- | ------------- | ------------ | ------------ | ------------ | ------------ | ------------------------ |
| 所屬地區 | 屋邨/屋苑名稱 | Y1           | Y2           | Y3           | Y4           | 落成年份                 |
| 沙田區   | 美林邨        | 1            | -            | -            | -            | 1985年                   |
| 沙田區   | 豐盛苑        | -            | 3            | -            | -            | 1985年                   |
| 沙田區   | 美城苑        | -            | 2            | -            | -            | 1984-1985年              |
| 沙田區   | 博康邨        | -            | 3            | -            | -            | 1985年                   |
| 沙田區   | 恆安邨        | -            | -            | 6            | -            | 1987年                   |
| 沙田區   | 耀安邨        | -            | -            | 2            | 4            | 1988-1989年              |
| 沙田區   | 顯徑邨        | -            | 4            | 1            | 3            | 1986-1988年              |
| 沙田區   | 廣源邨        | -            | -            | 2            | 4            | 1989-1990年              |
| 沙田區   | 廣林苑        | -            | -            | -            | 3            | 1990年                   |
| 大埔區   | 富善邨        | 2            | 4            | -            | -            | 1985年                   |
| 大埔區   | 廣福邨        | -            | 2            | -            | -            | 1985年                   |
| 大埔區   | 太和邨        | -            | -            | 6            | -            | 1989年                   |
| 大埔區   | 寶雅苑        | -            | -            | 3            | -            | 1989年                   |
| 大埔區   | 富亨邨        | -            | -            | 3            | 3            | 1990-1991年              |
| 大埔區   | 德雅苑        | -            | -            | 1            | -            | 1992年                   |
| 大埔區   | 運頭塘邨      | -            | -            | 3            | -            | 1991-1992年              |
| 大埔區   | 逸雅苑        | -            | -            | -            | 2            | 1991年                   |
| 大埔區   | 頌雅苑        | -            | -            | 1            | 2            | 1991年                   |
| 北區     | 祥華邨        | -            | 2            | -            | -            | 1985年                   |
| 北區     | 天平邨        | -            | 3            | 2            | 1            | 1986-1987年，1989-1990年 |
| 北區     | 華明邨        | -            | -            | 4            | 3            | 1990年                   |
| 北區     | 安盛苑        | -            | -            | -            | 1            | 1990年                   |
| 西貢區   | 寶林邨        | -            | 4            | -            | -            | 1988年                   |
| 西貢區   | 翠林邨        | -            | 4            | -            | -            | 1988年                   |
| 西貢區   | 景林邨        | -            | -            | 3            | 2            | 1990-1991年              |
| 西貢區   | 浩明苑        | -            | -            | 1            | -            | 1990年                   |
| 合計     | 合計          | 3            | 31           | 38           | 30           | ♦                        |

| 所屬地區 | 屋邨/屋苑名稱 | 型號（數量） | 型號（數量） | 型號（數量） | 型號（數量） | 落成年份       |
| -------- | ------------- | ------------ | ------------ | ------------ | ------------ | -------------- |
| 所屬地區 | 屋邨/屋苑名稱 | Y1           | Y2           | Y3           | Y4           | 落成年份       |
| 葵青區   | 長康邨        | 2            | 2            | -            | -            | 1985-1986年    |
| 葵青區   | 青盛苑        | -            | 1            | -            | -            | 1986年         |
| 葵青區   | 青衣邨        | -            | 2            | 1            | 1            | 1986年，1989年 |
| 葵青區   | 長安邨        | -            | -            | 6            | -            | 1988-1989年    |
| 葵青區   | 長發邨        | -            | -            | 1            | -            | 1989年         |
| 葵青區   | 青雅苑        | -            | -            | 1            | -            | 1989年         |
| 葵青區   | 長亨邨        | -            | -            | 1            | 3            | 1990年         |
| 屯門區   | 山景邨        | 3            | 3            | -            | -            | 1985年         |
| 屯門區   | 田景邨        | -            | -            | 2            | 1            | 1990年         |
| 屯門區   | 建生邨        | -            | -            | -            | 4            | 1989年         |
| 屯門區   | 良景邨        | -            | -            | 5            | 2            | 1988-1990年    |
| 屯門區   | 兆邦苑        | -            | -            | -            | 1            | 1991年         |
| 屯門區   | 兆隆苑        | -            | -            | -            | 1            | 1991年         |
| 屯門區   | 兆軒苑        | -            | -            | -            | 2            | 1991年         |
| 屯門區   | 兆畦苑        | -            | -            | 1            | 1            | 1990年         |
| 元朗區   | 朗屏邨        | -            | 3            | -            | -            | 1987年，1989年 |
| 元朗區   | 天耀邨        | -            | -            | 3            | 2            | 1992年         |
| 合計     | 合計          | 5            | 11           | 21           | 16           | ♦              |

- (Y1)：6+3+5=14
- (Y2)：7+31+11=49
- (Y3)：21+38+21=80
- (Y4)：32+30+16=78

- 合計：14+49+80+78=221

斜體字顯示的為並沒有納入租者置其屋或居者有其屋計劃的公共屋邨/屋苑

## 已規劃但沒有興建的Y型大廈
| 所屬地區   | 屋邨名稱 | 數量 | 現址用途                                                                      |
| ---------- | -------- | ---- | ----------------------------------------------------------------------------- |
| 東區       | 興東邨   | 8    | （同一屋邨） 改為興建和諧一型大廈，部分改作居屋出售                           |
| 東區       | 耀東邨   | 5    | （同一屋邨） 改為興建和諧一型大廈，部分改作居屋出售                           |
| 東區       | 小西灣邨 | 4    | （同一屋邨） 改為興建和諧一型大廈（瑞泰樓、瑞明樓及瑞隆樓），部份分拆為佳翠苑 |
| 黃大仙區   | 彩輝邨   | 2    | （同一屋邨） 改為興建和諧一型大廈                                             |
| 觀塘區     | 德田邨   | 2    | 改為興建和諧一型大廈，後分拆為康雅苑出售                                      |
| 觀塘區     | 廣田邨   | 2    | （同一屋邨） 改為興建和諧一型大廈                                             |
| 葵青區     | 長亨邨   | 2    | （同一屋邨） 改爲興建和諧二型大廈（亨俊樓及亨怡樓）                           |
| 葵青區     | 安蔭邨   | 7    | （同一屋邨） 改為興建和諧一型大廈                                             |
| 合共：32座 |          |      |                                                                               |

## 外部連結
- 房屋署Y型大廈平面圖（页面存档备份，存于）